# Kameleont (musikalbum)
Kameleont är ett musikalbum av Electric Banana Band från 2006. Albumet innehåller låten Kameleont från Melodifestivalen, det innehåller även hits från tidigare plattor.

## Låtlista
1. Kameleont
2. Banana Split
3. Ta lianen till kneget
4. Taxfri
5. Alla förstår mig utom min katt
6. Var som en anka
7. Flockrock
8. Tjejbaciller
9. Det har gått troll i rock'n'roll
10. Doans klagan
11. Hästar har ingen humor
12. Singe-linge-lisco-disco
13. Das Rap
14. Bonka Bonka
15. Storebror
16. Banana Bwana
17. Spanska klådan
18. Alf Lundin